# Mohamed Berrada
Pour les articles homonymes, voir Mohamed Berrada (homonymie) et Berrada.
Mohamed Berrada, est né le 3 novembre 1944 à Casablanca, est un homme politique marocain. Il a été ministre de l'Économie et des Finances (1986-1993), ambassadeur du Maroc en France et président de Royal Air Maroc.

## Biographie
Mohamed Ghali Berrada est lauréat de l’université de Bordeaux. Il est docteur d’État en sciences économiques, diplômé de Bordeaux Management School, de Sciences Po Bordeaux, de l'Institut d'administration des entreprises, et il a suivi entre-temps des études supérieures en droit privé. À partir de 1969, il devient professeur d'économie aux facultés de sciences juridiques, économiques, et sociales de Rabat et de Casablanca. Il est nommé ministre de l'Économie et des Finances en 1986 par le roi Hassan II et demeure à ce poste jusqu'en 1993 dans les gouvernements Lamrani et gouvernement Benhima/Laraki. À ce titre, il participe à l’élaboration et à la mise en œuvre du programme d'ajustement structurel recommandé au Maroc par le Fonds Monetaire International (FMI) et des reformes structurelles initiées au Maroc. Il préside les assemblées annuelles du Fonds monétaire international (FMI) et de la Banque mondiale en 1992 à Washington. De 1993 à 1999 (année de l'avènement de Mohammed VI), il occupe le poste d'ambassadeur du Maroc en France et de délégué du Maroc auprès de l'UNESCO. De 1999 et 2001, il est président de l'Office chérifien des phosphates, puis président-directeur général de la compagnie Royal Air Maroc (RAM) de 2001 à 2006,,.
Depuis 2006, il est professeur émérite à l'université Hassan II de Casablanca, président du centre de recherches Links et membre du conseil supérieur de l'enseignement, ainsi que du comité d'orientation de l'Institut royal des études stratégiques.
Il pilote également différentes activités de mécénat dans le domaine de la santé, de l'éducation et du social. Il est auteur d'ouvrages et d'articles spécialisés dans le management et la gestion des entreprises.